# Plana Cays
Plana Cays är öar i Bahamas.   De ligger i distriktet Acklins Island District, i den sydöstra delen av landet, 500 km sydost om huvudstaden Nassau.